# 부천남중학교
부천남중학교(富川南中學校)는 대한민국 경기도 부천시 소사구 송내동에 있는 공립 중학교이다.

## 학교 연혁
- 1981년 1월 17일 : 부천남중학교 18학급 설립 인가
- 1981년 3월 1일 : 부천남중학교 개교
- 1981년 3월 9일 : 입학식 (6학급 388명)
- 1984년 2월 25일 : 제1회 졸업식 (410명)
- 2006년 3월 1일 : 남,녀 공학으로 변경(여학생 입학)
- 2011년 3월 2일 : 경기도교육청지정 영재교육기관(로봇영재) 운영
- 2022년 9월 1일 : 제14대 배용식 교장 취임
- 2024년 1월 5일 : 제41회 졸업식(169명, 총 17,448명)
- 2024년 3월 1일 : 2024책임규약 및 학교폭력 예방활동 중점 운영교
- 2024년 3월 1일 : 2024 학부모-학생 참여 인성교육 실천학교 운영
- 2024년 3월 4일 : 입학식 (6학급 169명)

## 참고 자료
- 부천남중학교 - 한국교육학술정보원 학교알리미